# 坂井翔
坂井 翔（さかい しょう、2001年 〈平成13年〉6月6日 - ）は、日本のインフルエンサー、俳優。岐阜県出身。PRISM所属。

## 来歴
2001年、岐阜県出身。SNSを始めて3ヶ月余りでフォロワーが急増。サロンOCEAN TOKYOやLIPPSを筆頭に、今一番なりたい髪型特集のモデルとして雑誌やメディアに掲載。
2022年、第1回ミスターモデルプレス準グランプリインフルエンサー賞を受賞。
同年、第2回職業イケメンオーディションにてグランプリを獲得。

## 出演

### CM・MV
- Lol - エルオーエル/'sun kissed love'official Music video（2021年）
- ライジングウェーブWeb CM（2022年、フィッツコーポレーション）

### 配信ドラマ
- 会社は学校じゃねぇんだよ 新世代逆襲編（2021年、ABEMA TV）

### テレビドラマ
- 高良くんと天城くん（2022年8月19日 - 10月14日、MBS） - 瀬川 役[4]
- ジャックフロスト 最終話（2023年3月31日、MBS）
- 墜落JKと廃人教師 第1話・第2話（2023年4月7日・14日、MBS） - 風間 役
- 日本統一 関東編 第6話（2023年5月19日、日本テレビ） - 見張り 役[5]
- ジャンヌの裁き（2024年1月12日 - 3月8日、テレビ東京） - 馬木志摩夫 役[6]
- 彼のいる生活（2024年4月12日 - 5月31日、TOKYO MX） - 主演・夏川涼太 役（佐藤瑠雅とW主演）[7]

### 映画
- TOKYO, I LOVE YOU（2023年11月10日、ナカチカピクチャーズ） - ノア 役[8]

### 舞台
- Monkey Works Vol.09『憧れのサンパチマイク』（2022年11月2日 - 6日、シアターサンモール） - 弦間修 役
- 『チェリまほ The Musical』〜30歳まで童貞だと魔法使いになれるらしい〜（2025年4月11日 - 20日、TOKYO DOME CITY HALL / 4月25日 - 27日、アイプラザ豊橋） - 六角祐太 役[9]

### イベント・ファッションショー
- バズコンSS2021（2021年）
- 関西コレクション2021A/W（2021年）
- スイートガーデン枚方津田オープンイベント（2022年）
- 坂井 翔1st写真集出版イベント（2022年）
- 瀬戸啓太 28th BIRTHDAY EVENT 2部(2023年)

### 書籍・雑誌
- 坂井 翔1st写真集-Section- （2022年、KADOKAWA）
- GIANNA BOYFRIEND レギュラーモデル（GB GUYS）（ナンバーセブン）
- 月間BOB 8月号（2021年、髪書房）
- CanCam 8月号（2021年、小学館）
- 月刊Popteen 10月号「バズるTik Tok講座」企画（2021年）
- JUNON 12月号「推し活!」（2022年）
- ViVi 2月号「国宝級イケメン企画」（2022年、講談社）
- Star Creators!Winter2023（2023年、KADOKAWA）
- BoyAge vol.20（2023年、KADOKAWA）